# 1873
Het jaar 1873 is het 73e jaar in de 19e eeuw volgens de christelijke jaartelling.

## Gebeurtenissen
januari
- 1 - Japan gaat over op de gregoriaanse kalender.
- 25 en 26 - Een gezantschap van het sultanaat Atjeh brengt een bezoek aan Singapore. De Nederlandse consul daar stuurt een alarmerend telegram naar Den Haag.

februari
- 11 - Amadeus van Aosta treedt af als koning van Spanje. Eerste Spaanse Republiek wordt uitgeroepen.
- 28 - Ontdekking van de leprabacterie Mycobacterium leprae door Armauer Hansen als oorzaak van lepra.

maart
- 1 - De naaimachinefabrikant Remington neemt de schrijfmachine in serieproductie.
- 19 - De afgezant van het Oost-Indische gouvernement, regeringscommissaris Van Nieuwenhuizen begint besprekingen in Atjeh met de raadgevers van de sultan.
- 26 - Nederland verklaart de oorlog aan het sultanaat Atjeh wegens schending van het verdrag van vrede, vriendschap en vrijhandel uit 1857. Atjeh  legt zijn onderdanen niets in de weg om piraterij te bedrijven in de Straat van Malakka.

april
- 8 - Genietroepen gaan aan land in Atjeh. Begin van de Atjeh-oorlog die tot 1904 zal duren.
- 14 - De commandant van de Atjehexpeditie, generaal Johan Harmen Rudolf Köhler, sneuvelt.

mei
- 1 - in het Prater te Wenen wordt de Wereldtentoonstelling geopend.
- 9 - Een Beurskrach in Wenen luidt het begin in van de Grote Depressie (1873-1896).
- 20 - Levi Strauss en Jacob Davis verkrijgen octrooi op de spijkerbroek.
- 24 - Na een blikseminslag breekt brand uit in de kerktoren van Eenrum. Met vereende krachten weten de Eenrummers de brand te blussen.
- 27 - De amateurarcheoloog Heinrich Schliemann vindt op de ligplaats van Troje de schat van Priamus.
- 31 - Heineken wordt voor het eerst verkocht.

juni
- 2 - Oprichtingscongres te Amsterdam van de Democratische Bond van Noord- en Zuid-Nederland met als doel de hereniging van de Nederlanden onder socialistische beginselen. De bond wordt echter niet erkend door de Socialistische Internationale, waaruit ze is voortgekomen.
- 5 - Aankomst in Suriname van de Lalla Rookh, een transportschip met aan boord de eerste honderden contract-arbeiders uit Brits-Indië. Zij moeten op de plantages de plaats innemen van de ex-slaven die na de tien jaar van staatstoezicht hun geluk elders willen beproeven.
- 5 - De sultan van Oman sluit onder Britse druk de internationale slavenmarkt van Zanzibar.

juli
- 1 juli - Einde van de periode van het Staatstoezicht in Suriname: tien jaar na de afschaffing van de slavernij zijn de voormalige slaven nu definitief vrij van werken op de plantages.
- 15 juli - De spoorweg van Boxtel naar Goch wordt in gebruik genomen; dit is het eerste deel van de verbinding met Wesel in Duitsland. Exploitant is de Noord-Brabantsch-Duitsche Spoorweg-Maatschappij.

augustus
- 17 - De eerste taalwet op voorstel van Edward Coremans regelt de taalkwestie in de strafrechtspleging in Vlaanderen. Het Nederlands wordt de hoofdtaal, hoewel pleidooien en strafvorderingen in het Frans uitgesproken mogen worden.
- 18 - Feestelijke opening van de Arenbergschouwburg in Antwerpen.
- 22 -]  In Argentinië proberen twee Italiaanse immigranten president Sarmiento te vermoorden, maar slagen hier niet in.
- 26 - In Carondelet (Missouri) begint de 30-jarige Susan Blow de eerste kindergarten.
- 30 - Een Oostenrijkse expeditie herontdekt een eilandengroep in de Noordelijke IJszee, die later Frans Jozefland wordt genoemd.
- augustus - De Schotse abolitionist John Kirk wordt Brits consul op Zanzibar.

september
- 12 - Koning Willem III opent de haven van Vlissingen en de nieuwe spoorlijn van Roosendaal naar Vlissingen. Met de aanleg ervan is ook het Kanaal van Walcheren gegraven, dat de haven van Middelburg ontsluit.
- 15 - De laatste Duitse troepen verlaten Frankrijk.
- 23 - Oprichting van de "Broederschap van Ontvangers" , de eerste nationale ambtenarenvereniging ontstaan onder het personeel van de Belastingdienst. Later opgegaan in de Vereniging van Hogere ambtenaren bij het Ministerie van Financiën (VHMF)

oktober
- 27 - De Amerikaan Joseph Glidden vraagt patent op zijn uitvinding van prikkeldraad.
- 27 - Op een akker bij Diepenveen slaat op klaarlichte dag een meteoriet in.
- oktober - Jan Manhave voltooit het Van Dale Groot woordenboek van de Nederlandse taal.

zonder datum
- De tennissport ontstaat in zijn huidige vorm.
- De Latijnse muntunie van Frankrijk, België, Italië en Zwitserland voert de gouden standaard in.
- De Driekeizersbond wordt opgericht.
- De eerste pionier vestigt zich in Bronnegerveen.

## Muziek
- Johann Strauss jr. schrijft de operette Der Karnaval in Rom
- Georges Bizet componeert de ouverture Patrie!...
- Antonin Dvořák componeert zijn Symfonie no. 3 in Es

## Beeldende kunst

De spoorweg - Édouard Manet
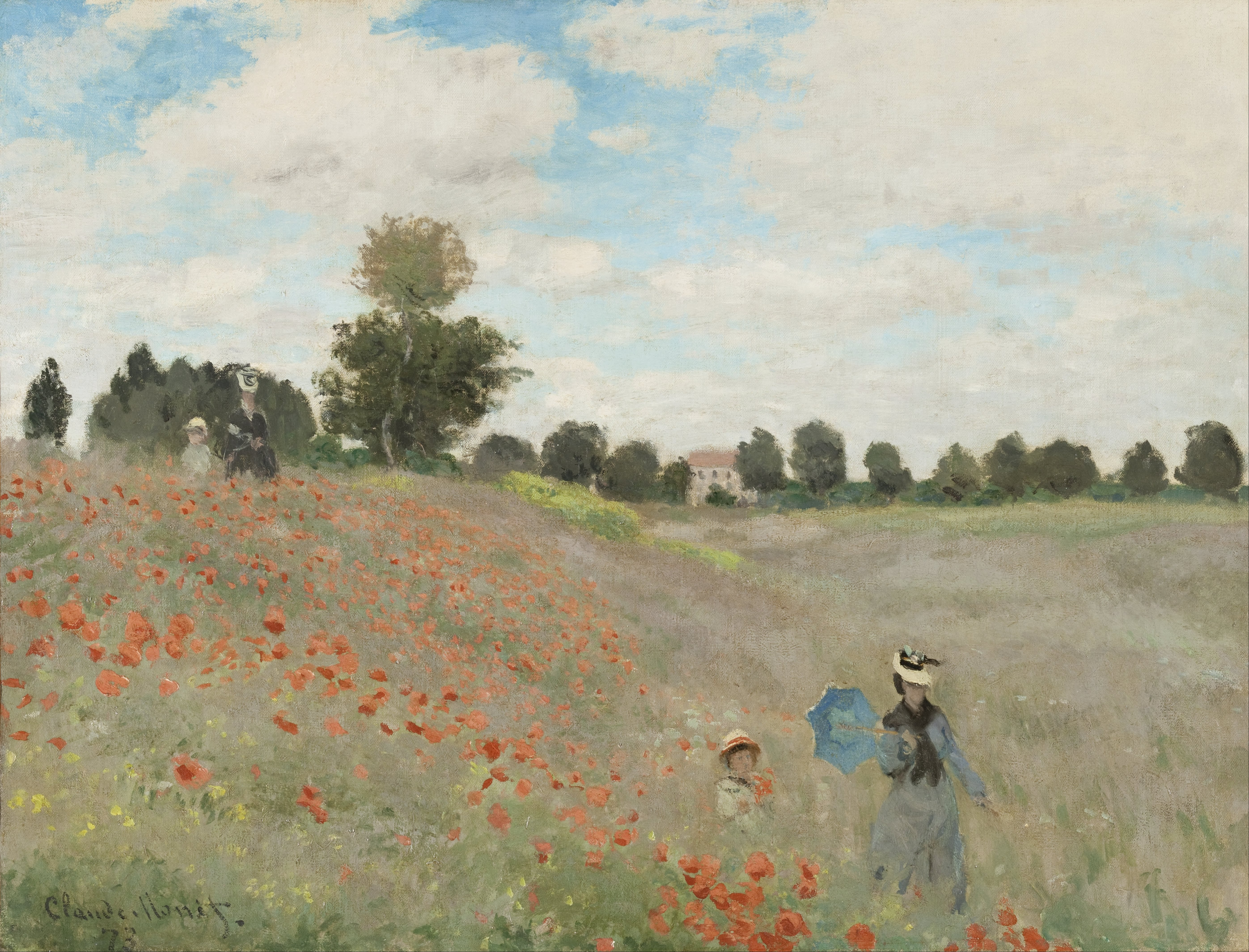
Klaprozen - Claude Monet
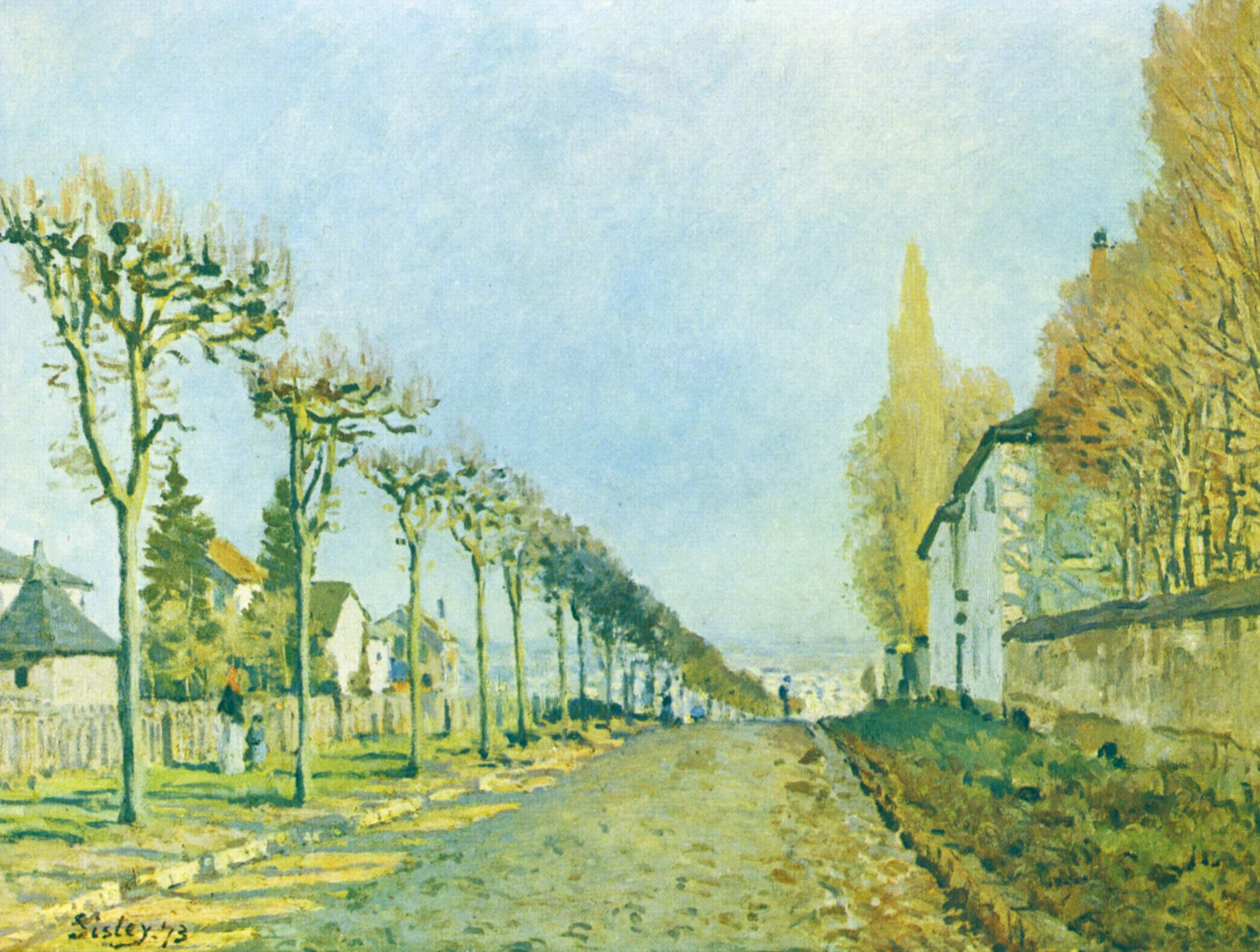
Chemin de la Machine à Louveciennes (1873) Alfred Sisley
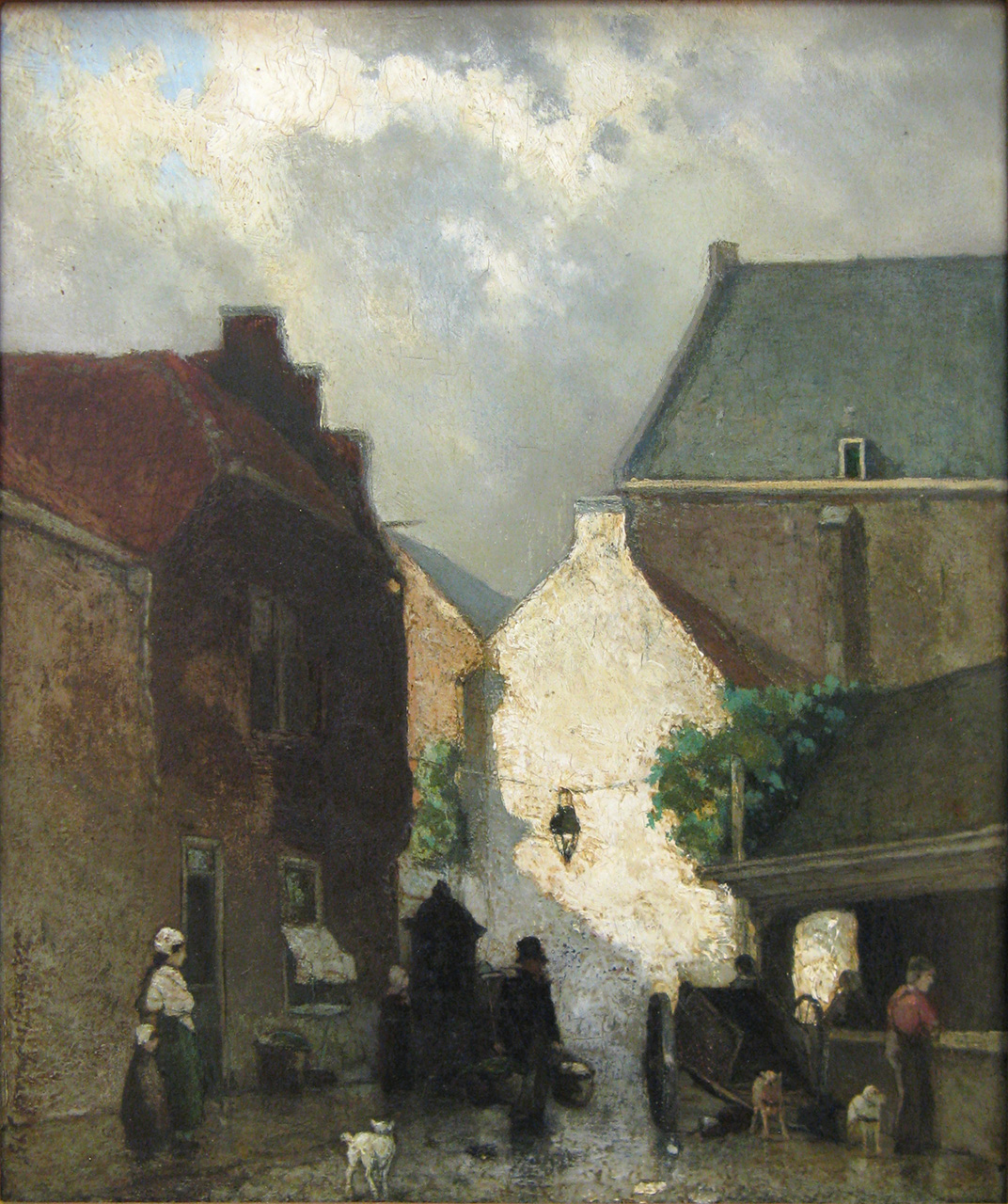
Vismarkt te Den Haag (1873) Johan Hendrik Weissenbruch

## Bouwkunst

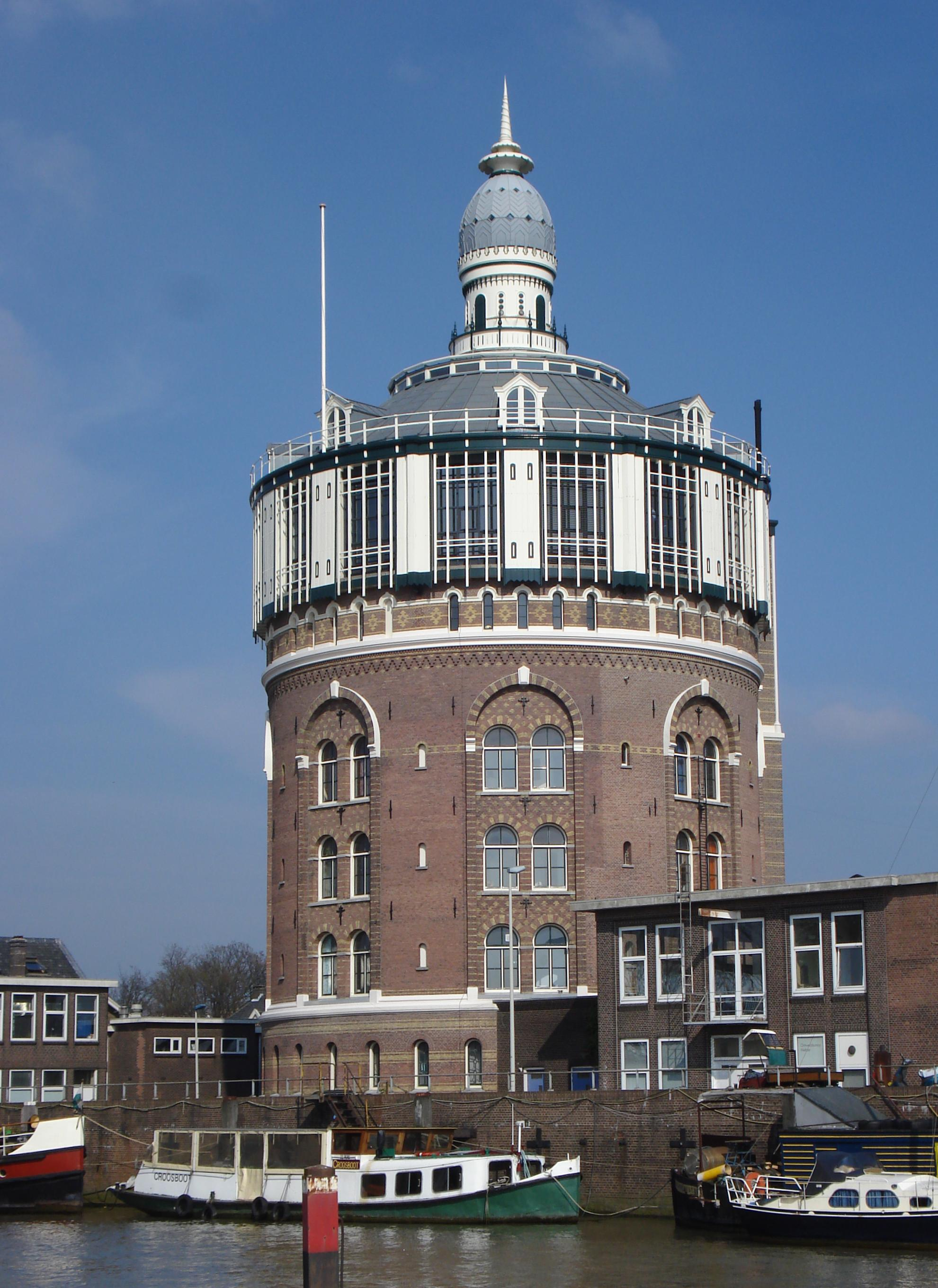
Watertoren Rotterdam, C.B. van der Tak
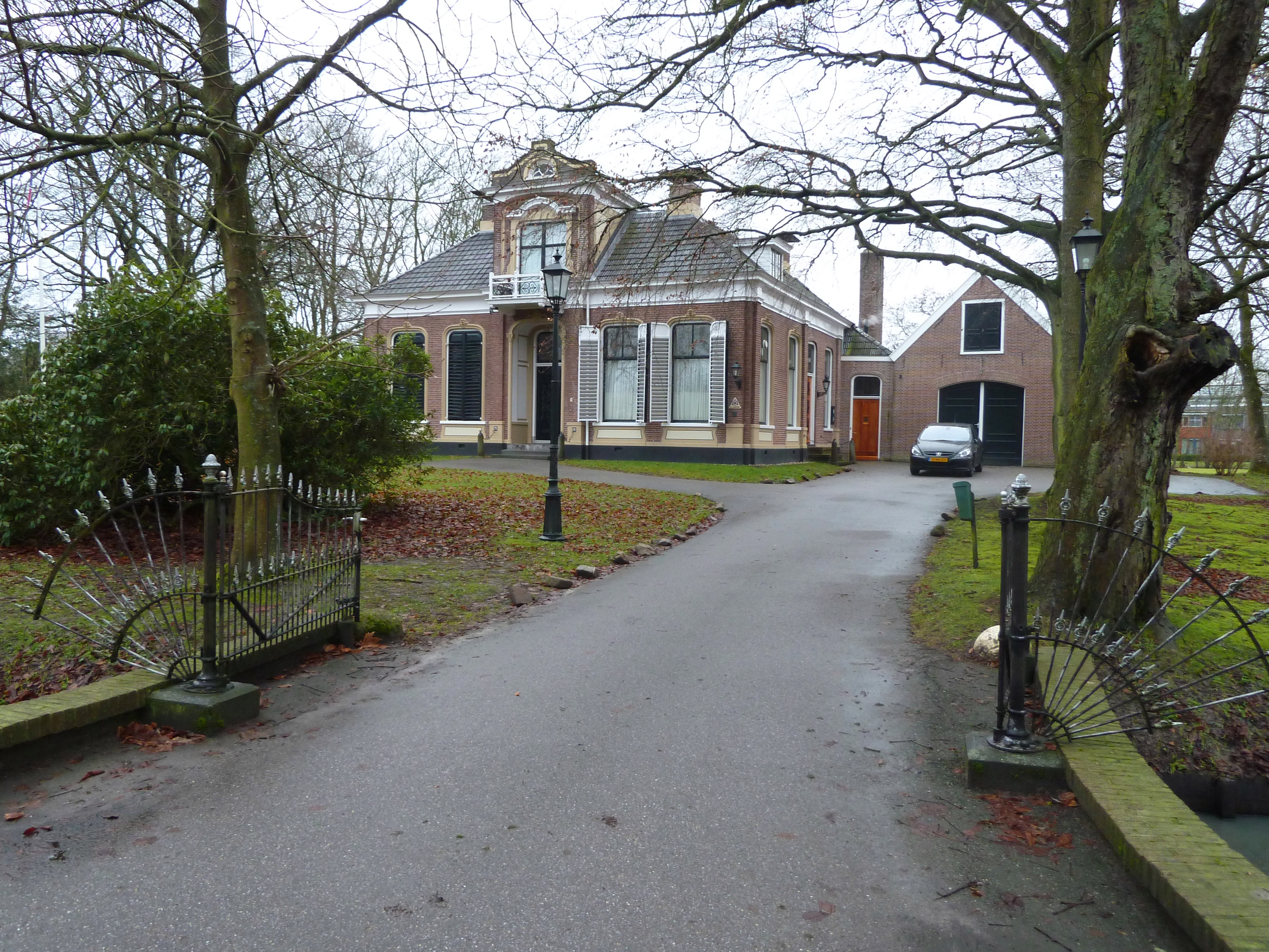
Dokterswoning, Eenrum, Johan Franciscus Scheepers
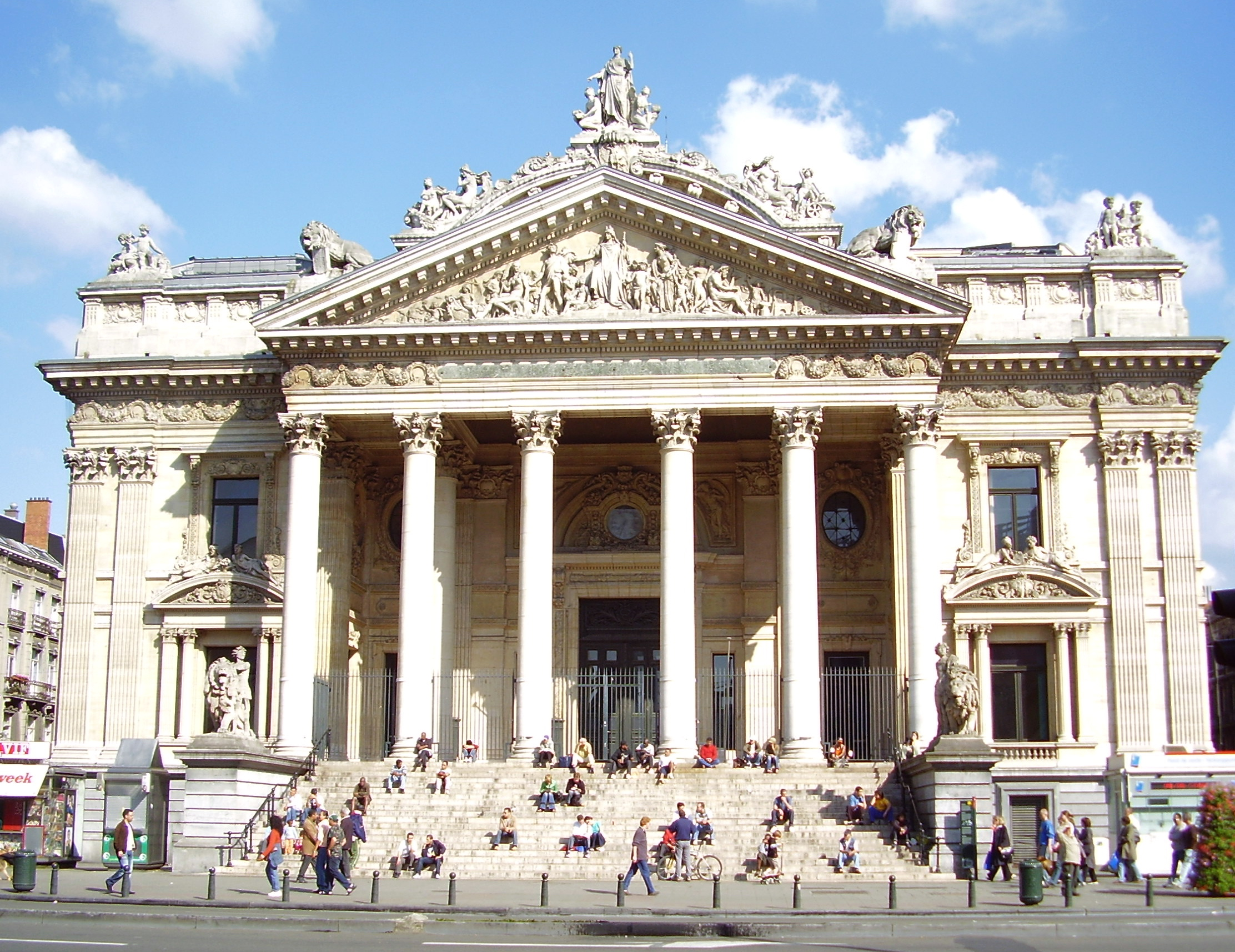
Beurs van Brussel, Léon-Pierre Suys

## Geboren
januari
- 1 - Mariano Azuela, Mexicaans schrijver en medicus (overleden 1952)
- 2 - Theresia van Lisieux, Frans heilige karmelietesse en kerkleraar (overleden 1897)
- 2 - Anton Pannekoek, Nederlands astronoom (overleden 1960)
- 5 - Richard Acke, Vlaams architect (overleden 1934)
- 7 - Adolph Zukor, Hongaars-Amerikaans filmproducent (overleden 1976)
- 9 - John Flanagan, Amerikaans atleet (overleden 1938)
- 12 - Spiridon Louis, Grieks marathonloper en olympisch kampioen (overleden 1940)
- 29 - Marinus Adrianus Koekkoek, Nederlands tekenaar en schilder (overleden 1944)

februari
- 2 - Leo Fall, Oostenrijks componist (overleden 1925)
- 9 - Maurits Sabbe, Vlaams schrijver en activist (overleden 1938)
- 15 - Hans von Euler-Chelpin, Duits-Zweeds biochemicus en Nobelprijswinnaar (overleden 1964)
- 17 - Emily Siedeberg, Nieuw-Zeelands arts (overleden 1968)
- 16 - Herman de By, Nederlands zwemmer (overleden 1961)
- 25 - Enrico Caruso, Italiaans tenor (overleden 1921)
- 28 - Georges Theunis, Belgisch politicus en premier (overleden 1966)

maart
- 12 - Manna de Wijs-Mouton (74), Nederlands beeldend kunstenares en componiste
- 19 - Henry Thomas Hamblin, Engels mysticus en schrijver (overleden 1958)
- 19 - Max Reger, Duits componist, pianist, organist en dirigent (overleden 1916)
- 22 - Jo Bauer-Stumpff, Nederlands schilderes (Amsterdamse Joffers) (overleden 1964)

april
- 1 - Sergej Rachmaninov, Russisch componist en pianist (overleden 1943)
- 3 - Marc Sangnier, Frans jurist, theoloog en filosoof (overleden 1950)
- 10 - Robert Morton Nance, Brits taalkundige, gespecialiseerd in het Cornisch (overleden 1959)
- 19 - Hermogenes Ilagan, Filipijns zarzuela-zanger, schrijver en producent (overleden 1943)
- 21 - Philip Collier, 14e premier van West-Australië (overleden 1948)

mei
- 14 - Wilma, Nederlands schrijfster (overleden 1967)
- 18 - Jan Kan, Nederlands politicus (overleden 1947)
- 21 - Johannes Gandil, Deens voetballer en atleet (overleden 1956)
- 26 - C.G.N. de Vooys, Nederlands taal- en letterkundige (overleden 1955)
- 29 - Rudolf Tobias, Estisch componist (overleden 1918)
- 30 - Fernando María Guerrero, Filipijns schrijver en dichter (overleden 1929)

juni
- 3 - Otto Loewi, Duits-Amerikaans farmacoloog en Nobelprijswinnaar (overleden 1961)
- 12 - Pius Joseph Cremers, Nederlands priester (overleden 1951)
- 23 - Cornelis Jetses, Nederlands illustrator (overleden 1955)
- 26 - Marie Joseph Brusse, Nederlands journalist en schrijver (overleden 1941)
- 28 - Alexis Carrel, Frans medisch wetenschapper en Nobelprijswinnaar (overleden 1944)

juli
- 7 of 17 - Samuel Henriquez de Granada, Surinaams bestuurder en politicus (overleden 1944)
- 7 - Sándor Ferenczi, Hongaars psychiater en psychoanalyticus (overleden 1933)
- 26 - Pierre Nolf, Belgisch wetenschapper en politicus (overleden 1953)

augustus
- 26 - Lee De Forest, Amerikaans uitvinder (overleden 1961)

september
- 8 - Alfred Jarry, Frans dichter en schrijver (overleden 1907)
- 9 - Max Reinhardt, Oostenrijks-Amerikaans regisseur en acteur (overleden 1943)
- 16 - Petrus Voogd, Nederlands sociaaldemocraat (overleden 1939)

oktober
- 14 - Ray Ewry, Amerikaans atleet (overleden 1937)
- 14 - Jules Rimet, Frans sportbestuurder; initiator WK-voetbal (overleden 1956)
- 18 - Ivanoe Bonomi, Italiaans politicus (overleden 1951)
- 19 - Jaap Eden, Nederlands eerste schaats- en wielerkampioen (overleden 1925)
- 23 - William David Coolidge, Amerikaans natuurkundige (overleden 1975)
- 30 - Francisco I. Madero, Mexicaans staatsman (overleden 1913)

november
- 4 - George Edward Moore, Brits filosoof (overleden 1958)
- 4 - Piet van Wijngaerdt, Nederlands graficus, kunstschilder en tekenaar (overleden 1964)
- 5 - Teddy Flack, Australisch atleet en tennisser (overleden 1935)
- 12 - Amelia Bauerle, Brits kunstschilder, illustrator en etser (overleden 1916)
- 14 - Bert Nienhuis, Nederlands keramist, vormgever en sieraadontwerper (overleden 1960)
- 15 - Sara Josephine Baker, arts in de volksgezondheid (overleden 1945)
- 25 - Dirk Schäfer, Nederlands pianist, componist en publicist (overleden 1931)
- 27 - Ellen N. La Motte, Amerikaans verpleegster, journaliste en auteur (overleden 1961)

december
- 7 - Willa Cather, Amerikaans schrijfster (overleden 1947)
- 15 - Jean Abadie - Frans arts (overleden 1946)
- 17 - Ford Madox Ford, Brits schrijver (overleden 1939)
- 19 - Josephine Marie Jeanne De Mol - Belgisch onderwijzeres, dichteres en componiste (overleden 1960)
- 22 - Louis Heijermans, Nederlands sociaal geneeskundige (overleden 1938)

## Overleden
januari
- 9 - Napoleon III (64), keizer van Frankrijk

maart
- 19 - Charles Hippolyte Vilain XIIII (76), Belgisch politicus
- 24 - Mary Cotton (40), Brits moordenares
- 29 - Francesco Zantedeschi (75), Italiaans priester en natuurkundige

april
- 9 - Charles Allston Collins (45), Engels schilder en schrijver
- 11 - Christoph Hansteen (88), Noors astronoom en natuurkundige
- 14 - Johan Harmen Rudolf Köhler (54), Nederlands militair

mei
- 1 - David Livingstone (60), Schots zendingsarts en ontdekkingsreiziger in Afrika
- 8 - John Stuart Mill (66), Engels filosoof en econoom
- 15 - Alexander Johan I (53), Roemeens vorst

juni
- 4 - Johan Arthur Kool (57), Nederlands militair en civiel ingenieur
- 22 - Willem Egbert Kroesen (56), Nederlands militair, commandant van het Koninklijk Nederlandsch-Indisch Leger

augustus
- 31 - Charles Ferdinand Pahud (70), Nederlands minister en Gouverneur-Generaal van Nederlands-Indië

oktober
- 1 - Edwin Landseer (71), Engels kunstschilder
- 6 - Friedrich Wieck (88), Duits pianist en muziekpedagoog
- 29 - Johan (71), koning van Saksen

november
- 16 - Frederick Garling Jr. (67), Brits kunstschilder en douanebeambte in Australië
- 27 - Auguste Arthur de la Rive (72), Zwitsers natuurkundige
- 28 - Caterina Scarpellini (65), Italiaans sterrenkundige

december
- 23 - Sarah Grimké (81), Amerikaans abolitioniste, suffragette en schrijfster

## Weerextremen in België
- 31 maart: hoogste etmaalgemiddelde temperatuur ooit op deze dag: 14.5 °C.
- 25 april: laagste etmaalgemiddelde temperatuur ooit op deze dag: 2,1 °C.
- 26 april: laagste minimumtemperatuur ooit op deze dag: -1,6 °C.